# 이수광 (배우)
이수광은 대한민국의 배우이다.

## 학력
- 한국예술종합학교 연기과

## 출연작

### 영화
- 《초미의 관심사》 (2020년) - 마이클 역
- 《분장》 (2017년) - 소창국 역
- 《밀정》 (2016년) - 히데오 역
- 《패션왕》 (2014년) - 콤비남 1 역
- 《이상한 이야기》 (2013년) - 이상 역
- 《방관자》 (2013년)
- 《초능력자》 (2010년) - 사무실 사람들 역

### 드라마
- 《통 메모리즈》 (2016년, 웹드라마) - 최한표 역